# Recibidor

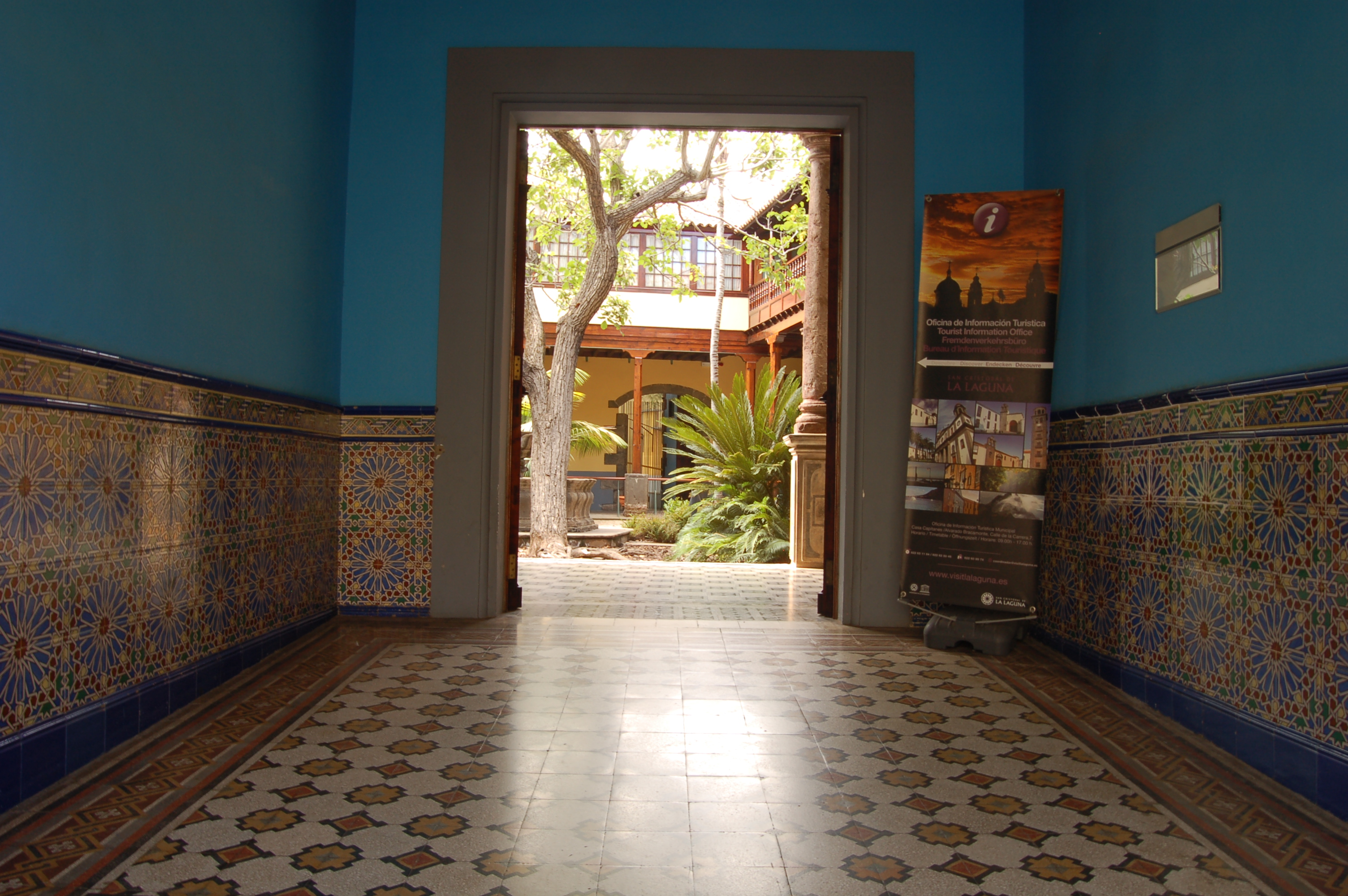
Recibidor de la Casa de los Capitanes en La Laguna (Tenerife)

Se llama recibidor, vestíbulo o hall a la pieza de la vivienda situada junto a la entrada y que da acceso al resto de habitaciones de la casa. 
El recibidor suele ser de pequeñas dimensiones pero cumple algunas funciones importantes relacionadas con la preparación para entrar o salir de la vivienda: recoger las prendas de abrigo, paraguas o bolsos, guardar las llaves, recoger la correspondencia, etc.
Como su propio nombre indica, el recibidor es la habitación que acoge a los visitantes y la parte visible de la casa para quienes se quedan en la puerta. Constituye la tarjeta de presentación de la vivienda por lo que, a pesar de ser una sala interior y de paso, debe ser luminoso y acogedor.
Hay personas que creen en técnicas como el Feng Shui u otras, en cuanto a la ubicación de los objetos pues de esta ubicación y de los materiales, colores y formas de los mismos dependerá en gran parte la entrada de la energía a la casa por esto este punto de la casa es muy importante pues aquí se permite la entrada o no de toda clase de energías.